# Metapedia
Metapedia 是一个电子百科全书，其中包含极右派、白人民族主义、白人至上主义、 反犹太人、否认犹太人大屠杀以及新纳粹主义的观点。网站自称专注于欧洲文化、艺术、科学、哲学和政治。其最早的版本为瑞典语版，正式发起于2006年10月26日。英文版于2007年4月28日发起。匈牙利版的文章曾經最多，有紀錄2013年9月27日達到144,189。自 2022 年起，匈牙利文版已關閉。

## 运营
Metapedia运行着MediaWiki，使用MySQL数据库。
Metapedia由Lagerström和伦纳特·伯格领导，他也运行NFSE Media AB。